# Kulistka skalna

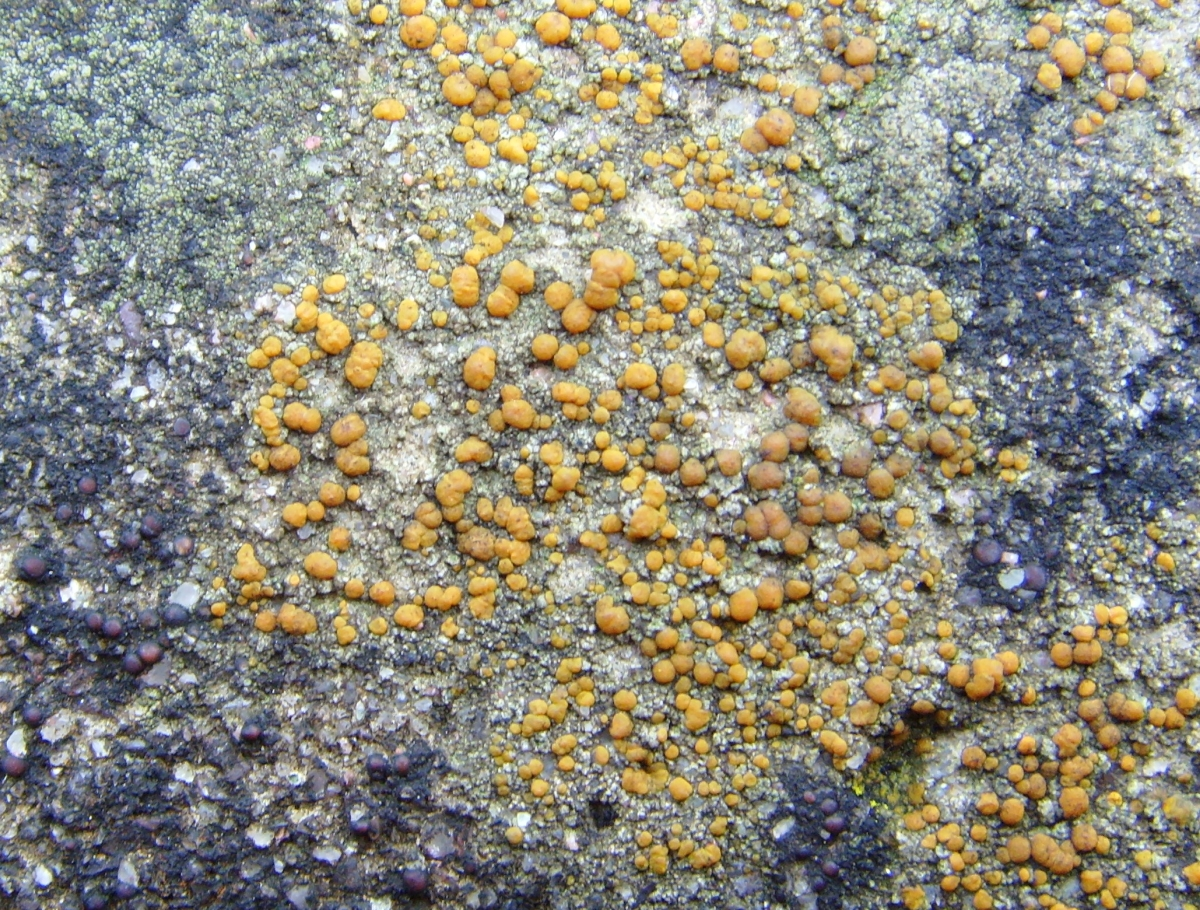

Kulistka skalna (Protoblastenia rupestris (Scop.) J. Steiner) – gatunek grzybów z rodziny łuszczakowatych (Psoraceae). Ze względu na symbiozę z glonami zaliczany jest do porostów.

## Systematyka i nazewnictwo
Pozycja w klasyfikacji według Index Fungorum: Protoblastenia, Psoraceae, Lecanorales, Lecanoromycetidae, Lecanoromycetes, Pezizomycotina, Ascomycota, Fungi.
Po raz pierwszy takson ten zdiagnozował w 1772 r. Scopoli nadając mu nazwę Lichen rupestris (porost skalny). Później przez różnych mykologów zaliczany był do różnych rodzajów. Obecną, uznaną przez Index Fungorum nazwę nadał mu w 1911 r. Julius Steiner przenosząc go do nowo utworzonego rodzaju Protoblastenia.
Niektóre synonimy nazwy naukowej:

- Biatora irrubata (Ach.) Kernst. 1891
- Biatora rupestris (Scop.) Fr. 1822
- Biatora viridiflavescens (Wulfen) Fr. 1845
- Biatorina irrubata (Ach.) Arnold 1861
- Callopisma rupestre (Scop.) Walt. Watson, 1930
- Caloplaca irrubata (Ach.) Kieff. 1895
- Lecanora irrubata (Ach.) Nyl. 1869
- Lecanora rupestris (Scop.) Nyl. 1867
- Lecidea irrubata (Ach.) Ach. 1814
- Lecidea rupestris (Scop.) Ach. 1803
- Lecidea viridiflavescens (Wulfen) Ach. 1810
- Lichen irrubatus Ach. 1799
- Lichen viridiflavescens Wulfen 1791
- Patellaria rupestris (Scop.) DC. 1805
- Placodium rupestre (Scop.) Branth & Rostr. 1869
- Protoblastenia irrubata (Ach.) Zahlbr.
- Verrucaria rupestris Schrad. (1794)

Nazwa polska według W. Fałtynowicza.

## Charakterystyka
Plecha skorupiasta o grubości 0,1–0,3 mm, czasami zanikająca. Ma barwę szarą, jasnobrązową lub oliwkową. Kora nieprzeźroczysta o grubości 20–40 μm.
Zazwyczaj licznie występują apotecja lekanorowe. Mają średnicę 0,5–1 mm i kolisty kształt. Występują w rozproszeniu lub w skupiskach, czasami stykające się z sobą apotecja zrastają się. Apotecja są wgłębione w plechę, lub znajdują się na niej, szeroko przyrośnięte. Od początku są silnie wypukłe. Brzeżek plechowy zanika bardzo wcześnie, wskutek czego apotecja przypominają wyglądem drobne kulki. Mają barwę od żółtej przez pomarańczową i czerwonopomarańczową do czerwonobrunatnej. Na jednym cm² może znajdować się 50–300 apotecjów. Ich Hymenium ma grubość 70–120 μm, jest bezbarwne, lub jasnożółte. Znajdują się w nim rozgałęzione i anastomozujące wstawki (parafizy) o szerokości 2–2,6–4 μm, na wierzchołku lekko rozszerzone do 2,5–4,5 mikrometrów szerokości. Hypotecjum jest bezbarwne lub jasnożółte do pomarańczowego i  niejednorodnie pigmentowane. Zarodniki jednokomórkowe, bezbarwne, szeroko elipsoidalne lub owalne, o rozmiarach (9–) 11–14 (–16,5) × (5) 6 μm. W jednym worku powstaje po 8 zarodników.
Reakcje barwne porostów: plecha K-, C-, KC-, P-. Kwasy porostowe: w apotecjach występuje pigment zawierający antrachinon.

## Występowanie i siedlisko
Jest szeroko rozprzestrzeniona na całej półkuli północnej. Brak doniesień o występowaniu na półkuli południowej. W Europie występuje na całym obszarze, na północy sięgając po północne wybrzeża Grenlandii i archipelag Svalbard na Morzu Arktycznym. W Polsce jest pospolita w górach i na pogórzu, na wyżynach występuje w rozproszeniu, a na niżu jest rzadka. 
Rozwija się na skałach i kamieniach, zarówno krzemionkowych, jak i na wapieniach, także na betonie. Preferuje miejsca dobrze oświetlone.